# Верас (Ардеш)
Вера́с (фр. Veyras, окс. Veiràs) — коммуна во Франции, находится в регионе Рона — Альпы. Департамент коммуны — Ардеш. Входит в состав кантона Прива. Округ коммуны — Прива.
Код INSEE коммуны 07340.

## Население
Население коммуны на 2008 год составляло 1553 человека.
| 1962 | 1968 | 1975 | 1982 | 1990 | 1999 | 2008 |
| ---- | ---- | ---- | ---- | ---- | ---- | ---- |
| 466  | 667  | 847  | 1105 | 1418 | 1468 | 1553 |

## Экономика

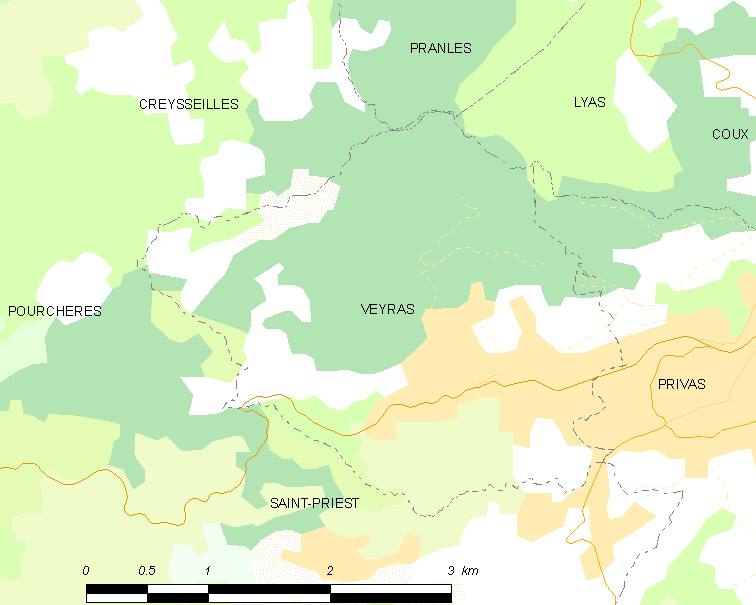
Карта коммуны

В 2007 году среди 1041 человека в трудоспособном возрасте (15-64 лет) 715 были экономически активными, 326 — неактивными (показатель активности — 68,7 %, в 1999 году было 71,9 %). Из 715 активных работали 668 человек (336 мужчин и 332 женщины), безработных было 47 (28 мужчин и 19 женщин). Среди 326 неактивных 99 человек были учениками или студентами, 166 — пенсионерами, 61 были неактивными по другим причинам.